# Bafodé Diakité
Bafodé Diakité (Tolosa, 6 gennaio 2001) è un calciatore francese, difensore del Bournemouth.

## Biografia
È nato in Francia da genitori guineani.

## Caratteristiche tecniche
È un terzino destro, che può ricoprire anche il ruolo di difensore centrale e terzino sinistro.

## Carriera

### Club
Cresciuto nel settore giovanile del Tolosa, ha esordito in prima squadra il 5 dicembre 2018 disputando l'incontro di Ligue 1 vinto 1-0 contro lo Stade Reims.
Il 5 agosto 2022 viene acquistato dal Lilla.
Il 13 agosto 2025 viene acquistato a titolo definitivo dal Bournemouth, in Premier League, per 40 milioni di euro.

### Nazionale
Ha giocato nelle nazionali giovanili francesi Under-16, Under-18, Under-19 ed Under-21.

## Statistiche

### Presenze e reti nei club
Statistiche aggiornate al 13 agosto 2025.
| Stagione        | Squadra         | Campionato      | Campionato | Campionato | Coppe nazionali | Coppe nazionali | Coppe nazionali | Coppe continentali | Coppe continentali | Coppe continentali | Altre coppe | Altre coppe | Altre coppe | Totale | Totale |
| Stagione        | Squadra         | Comp            | Pres       | Reti       | Comp            | Pres            | Reti            | Comp               | Pres               | Reti               | Comp        | Pres        | Reti        | Pres   | Reti   |
| --------------- | --------------- | --------------- | ---------- | ---------- | --------------- | --------------- | --------------- | ------------------ | ------------------ | ------------------ | ----------- | ----------- | ----------- | ------ | ------ |
| 2018-2019       | Tolosa 2        | N3              | 9          | 3          | -               | -               | -               | -                  | -                  | -                  | -           | -           | -           | 9      | 3      |
| 2018-2019       | Tolosa          | L1              | 9          | 1          | CF+CdL          | 3+0             | 1+0             | -                  | -                  | -                  | -           | -           | -           | 12     | 2      |
| 2019-2020       | Tolosa          | L1              | 16         | 1          | CF              | 1               | 0               | -                  | -                  | -                  | -           | -           | -           | 17     | 1      |
| 2020-2021       | Tolosa          | L2              | 22+2       | 2          | CF              | 3               | 0               | -                  | -                  | -                  | -           | -           | -           | 27     | 2      |
| 2021-2022       | Tolosa          | L2              | 24         | 2          | CF              | 3               | 0               | -                  | -                  | -                  | -           | -           | -           | 27     | 2      |
| Totale Tolosa   | Totale Tolosa   | Totale Tolosa   | 71+2       | 6          |                 | 10              | 1               |                    | -                  | -                  |             | -           | -           | 83     | 7      |
| 2021-2022       | Tolosa 2        | N3              | 1          | 0          | -               | -               | -               | -                  | -                  | -                  | -           | -           | -           | 1      | 0      |
| Totale Tolosa 2 | Totale Tolosa 2 | Totale Tolosa 2 | 10         | 3          |                 | -               | -               |                    | -                  | -                  |             | -           | -           | 10     | 3      |
| 2022-2023       | Lilla           | L1              | 33         | 3          | CF              | 3               | 0               | -                  | -                  | -                  | -           | -           | -           | 36     | 3      |
| 2023-2024       | Lilla           | L1              | 21         | 5          | CF              | -               | -               | UECL               | 7                  | 1                  | -           | -           | -           | 28     | 6      |
| 2024-2025       | Lilla           | L1              | 31         | 4          | CF              | 3               | 0               | UCL                | 14                 | 0                  | -           | -           | -           | 48     | 4      |
| Totale Lille    | Totale Lille    | Totale Lille    | 85         | 12         |                 | 6               | 0               |                    | 21                 | 1                  |             | -           | -           | 112    | 13     |
| 2025-2026       | Bournemouth     | PL              | -          | -          | FACup+CdL       | -               | -               | -                  | -                  | -                  | -           | -           | -           | -      | -      |
| Totale carriera | Totale carriera | Totale carriera | 166+2      | 21         |                 | 16              | 1               |                    | 21                 | 1                  |             | -           | -           | 205    | 23     |

## Palmarès

### Club

#### Competizioni nazionali
- Ligue 2: 1

Tolosa: 2021-2022